# Municipio de San Diego
Municipio de San Diego är en kommun i Guatemala.   Den ligger i departementet Departamento de Zacapa, i den centrala delen av landet, 80 km öster om huvudstaden Guatemala City.